# Khalet al-Maiyya
Khalet al-Maiyya (àrab: خلة المية, Ḫallat al-Mayya) és una vila palestina de la governació d'Hebron, a Cisjordània, situada 9 kilòmetres al sud d'Hebron i a 4 kilòmetres a l'oest de Yatta. Segons l'Oficina Central Palestina d'Estadístiques tenia 1.865 habitants el 2016. Les instal·lacions d'atenció primària de salut del poble són designades pel Ministeri de Salut com a nivell 2.